# 쿡 제도의 국기

쿡 제도의 국기 비율 1:2

쿡 제도의 국기는 1979년 8월 4일에 제정되었다. 파란색 바탕에 왼쪽 상단에는 영국의 국기가 그려져 있으며, 오른쪽에는 원 모양을 만든 15개의 하얀색 별이 그려져 있다.
파란색은 바다와 평화로운 자연 속에 살고 있는 주민들을, 영국의 국기는 영국 연방과의 관계를 의미하며, 15개의 하얀색 별은 쿡 제도를 구성하고 있는 15개의 섬들을 의미한다.

## 과거의 기

라로통가 왕국의 기 (1858-1888)
라로통가 왕국의 기 (1888-1893)
쿡 제도 연방의 기 (1893-1901)
1973년부터 1979년까지 쓰인 기